# Királyfiakarcsa
Királyfiakarcsa (szlovákul Kráľovičove Kračany) község Szlovákiában, a Nagyszombati kerületben, a Dunaszerdahelyi járásban. A Karcsák falucsoport része.

## Fekvése
Dunaszerdahelytől 3 km-re nyugatra fekszik. A mai település hat felső Karcsa nevű egykori községből áll. Damazérkarcsa, Erdőhátkarcsa, Etrekarcsa, Kulcsárkarcsa és Solymoskarcsa összevonásával jött létre 1940-ben.

## Története
A Karcsa nevű települést akkor említik először, amikor 1215-ben II. András király János esztergomi érsek kérésére a pozsonyi várnépek közül Zidat, Algot, Buchát és Pault a várszolgálat alól felmentette és „Corcha” nevű falujukkal együtt érseki szolgálatba helyezte. A falu lakói a hagyomány szerint a Korczan nemzetség leszármazottai, akik később a pozsonyi vár szolgálatába szegődtek. Karcsai Buzád leszármazottja volt a Bartal nemzetség. A nemzetség egyes tagjainak szállásaiból keletkeztek később a különböző előtagú Karcsa helységek, melyek egykori birtokosaik nevét viselik. A Karcsák egyházi központja a középkorban Egyházkarcsa, mint az egyetlen templomos hely volt. Királyfikarcsát külön 1349-ben „Kyralfaia”, 1353-ban „Keralifiakarcha” néven említik.
1828-ban 30 házában 220 lakos élt, akik főként mezőgazdasággal foglalkoztak.
A trianoni békeszerződésig Pozsony vármegye Dunaszerdahelyi járásához tartozott. 1938 és 1945 között Magyarország része volt.

## Népessége
| Év:            | 1994. | 2004.   | 2014.   | 2024.   |
| -------------- | ----- | ------- | ------- | ------- |
| Emberek száma: | 957   | 1036    | 1041    | 1129    |
| Eltérés:       |       | +8,25 % | +0,48 % | +8,45 % |

| Év:            | 2023. | 2024.   |
| -------------- | ----- | ------- |
| Emberek száma: | 1127  | 1129    |
| Eltérés:       |       | +0,17 % |

1910-ben Királyfikarcsának 200, túlnyomórészt magyar anyanyelvű lakosa volt.
2011-ben 1039 lakosából 833 fő magyar és 161 szlovák volt.
2021-ben 1093 lakosából 845 (+38) magyar, 190 (+16) szlovák, (+1) ruszin, 6 (+1) egyéb és 52 ismeretlen nemzetiségű volt.

## Neves személyek
- Etrekarcsán született 1772-ben Georch Illés ügyvéd, a Magyar Tudományos Akadémia tiszteleti tagja, Pest és más megyék táblabírája.
- Damazérkarcsán született 1820-ban ifj. Bartal György magyar politikus, földművelési-, ipari- és kereskedelmi miniszter.
- Damazérkarcsán hunyt el 1865-ben id. Bartal György magyar királyi udvari tanácsos, Szent István rendi és aranysarkantyús vitéz, a Magyar Tudományos Akadémia tagja.
- Királyfiakarcsán született 1926-ban Tarr Béla szcenikus, díszlettervező.
- Damazérkarcsán hunyt el 1931-ben Bartal Aurél jogász, országgyűlési képviselő.

## Nevezetességei
- A damazérkarcsai falurészben áll Bartal György 1841 és 1843 között építtetett klasszicista stílusú kastélya.
- Szent István-szobor. Dienes Attila alkotását 2004-ben avatták fel.
- Tájházát egy 1878-ban épített, jellegzetes kisalföldi parasztházból alakították ki.
- Művelődési házát 2003-ban újították fel.
- A település tagja az 1996. augusztus 15-én alapított Szentkirály Szövetségnek.
- Petőfi Sándor emléktábla.
- Régi tűzoltókocsija az 1900-as évekből származik.

## Oktatásügy
- Ma már a faluban csak az óvoda működik.[forrás?]

## Külső hivatkozások
- Honlap Archiválva 2020. szeptember 24-i dátummal a Wayback Machine-ben
- Községinfó
- Királyfiakarcsa Szlovákia térképén
- E-obce.sk Archiválva 2008. február 19-i dátummal a Wayback Machine-ben